# Armando Cardoso Soares
Armando Agria Cardoso Soares (Lisboa, 30 de Julho de 1977) é escritor, político, líder associativo, terapeuta e músico português. Desde 2020 é Vereador na Câmara Municipal de Oeiras.

## Biografia
É licenciado em sociologia pela Universidade Nova de Lisboa, na FCSH, com um minor em Ciências da Comunicação. A sua trajetória profissional tem sido feita maioritariamente no sector privado, e atravessa as áreas da gestão, comunicação e marketing estratégico. Entre 2010 e 2012 foi Dirigente da Parques Tejo EEM, responsável pelas unidades de Recursos Humanos, Contraordenações e Fiscalização.
Entre as suas áreas de estudo predileto estão os Estados Ampliados de Consciência e a Arte, nomeadamente a música, tendo passado pela Escola de Jazz do Hot Clube de Portugal, de Luís Villas Boas.
Seguindo as pegadas do pai, também ele dirigente associativo e comandante de bombeiros, entende que o associativismo é uma forma de servir a comunidade. Torna-se presidente de diversas associações, sempre em regime de voluntariado, como a Associação Humanitária dos Bombeiros Voluntários do Dafundo, a União Recreativa do Dafundo ou ainda a Associação Artística e Cultural Sem Fins Lucrativos - Luchapa da qual foi um dos fundadores. 
É autor da obra Estados Ampliados de Consciência - O Livro do Despertar, editada em Junho de 2023 pela Zéfiro.

## Política
A intervenção política surgiu ainda na juventude, tendo presidido à Associação de Estudantes da Escola Secundária de Linda-a-Velha e à Associação Académica do ISCTE, onde iniciou os estudos superiores. Ainda nos anos 90 filia-se na JSD e integra a Comissão Política Nacional da JSD presidida por Pedro Duarte entre 1998 e 2002.
Reconhecendo em Sá Carneiro uma profunda influência, encara a política, especialmente a local, como a forma máxima da Democracia. Filia-se no PSD onde assumiu, ao longo dos anos, por diversas vezes, o cargo de Conselheiro Nacional.
Em 2001 foi eleito Deputado Municipal em Oeiras. Entre 2005 e 2009 foi adjunto do Presidente da Câmara Municipal de Oeiras, Isaltino Morais.
Esteve brevemente como deputado na Assembleia da República na XIII legislatura, eleito por Lisboa, em regime de substituição.
Foi presidente da concelhia de Oeiras do PSD entre novembro de 2019 e 2021, tendo estado como vereador na Câmara Municipal de Oeiras, entre novembro de 2020 e outubro de 2021, com os pelouros dos Fundos Comunitários; Empreendedorismo; Feiras, Mercados e Cemitérios.
Na sequência do processo autárquico de 2021, decide cessar a sua militância partidária.
Atualmente, desempenha o cargo de vereador na Câmara Municipal de Oeiras com os pelouros da Gestão de Pessoas e Promoção Socioprofissional; Empreendedorismo.  eleito pelo Grupo de Cidadãos IN-OV. 